# 8114 Lafcadio
8114 Lafcadio (1996 HZ1) là một tiểu hành tinh vành đai chính được phát hiện ngày 24 tháng 4 năm 1996 bởi H. Abe ở Yatsuka.